# Casa de Oropesa
La Casa de Oropesa es un linaje nobiliario español, originario de la Corona de Castilla, que se remonta al siglo XIV y que permaneció unido durante siglos a la familia de los Álvarez de Toledo formando parte de la más amplia casa de Toledo.
Isabel I de Castilla, elevó el señorío de Oropesa a condado de Oropesa el 30 de agosto de 1475, siendo el I conde de Oropesa don Fernando Álvarez de Toledo y Zúñiga, quien era, a la sazón, V señor de Oropesa, como recompensa a su fidelidad.
El 1 de agosto de 1690, el rey Carlos II de España le otorgó la Grandeza de España a Manuel Joaquín Álvarez de Toledo Portugal, VIII conde de Oropesa y valido en dos oportunidades del monarca

## Miembros de la Casa de Oropesa
Además de los sucesivos condes de Oropesa, pertenecieron a esta casa:
- Francisco de Valverde y Álvarez de Toledo, hijo de Francisco de Valverde (pariente de Francisco Pizarro) y de Ana Álvarez de Toledo (hermana del I conde de Oropesa). Fue lugarteniente de Francisco Pizarro, cuyo descendiente casó con Ana de Ampuero Huaylas, hija de Inés Huaylas Yupanqui, por tanto nieta del emperador Atahualpa. Sus descendientes fueron condes de Las Lagunas, marqueses de San Juan de Buenavista, marqueses de Rocafuerte y marqueses de Torrebermeja.

- Vicente de Valverde y Álvarez de Toledo, hermano del anterior, que bautizó a Atahualpa, siendo también el primer obispo de Cuzco y primer obispo de Sudamérica.

- Francisco Álvarez de Toledo y Pacheco (1515-1582), hermano del III conde de Oropesa, y más conocido como el virrey Álvarez de Toledo, o Francisco de Toledo. Fue el quinto virrey del Perú (1569-1581) y fundador de las ciudades de Huancavelica, Cochabamba, Tarija, Salta y Córdoba. Mandó edificar el convento de San Bernardo y el Colegio de Jesuitas en 1590, y en 1605 edificó la iglesia de San Bernardo para su enterramiento, bajo planos del arquitecto Francisco de Mora, discípulo de Juan de Herrera, de estilo barroco clasicista.